# Hemmiken
Hemmiken es una comuna suiza del cantón de Basilea-Campiña, situada en el distrito de Sissach. Limita al noreste con la comuna de Hellikon (AG), al este con Wegenstetten (AG), al sureste con Rothenfluh, al sur y suroeste con Ormalingen, y al noroeste con Buus.